# Mário Kozel Filho
Mário Kozel Filho (São Paulo, 6 de julho de 1949 – São Paulo, 26 de junho de 1968) foi um soldado do Exército Brasileiro, morto em um atentado praticado pela Vanguarda Popular Revolucionária (VPR) ao Quartel General do II Exército, o atual Comando Militar do Sudeste, na cidade de São Paulo, no governo do marechal Artur da Costa e Silva, segundo presidente durante a ditadura militar brasileira.

## Biografia
Filho de Mário Kozel e Therezinha Lana Kozel, Mário Kozel Filho, o "Kuka", tinha dezoito anos quando deixou de frequentar as aulas e de trabalhar na Fiação Campo Belo, com seu pai, então gerente da empresa, para iniciar o serviço militar obrigatório, no 4º Regimento de Infantaria Raposo Tavares, em Quitaúna, no município de Osasco, no dia 15 de janeiro de 1968. Em Quitaúna passou a ser o soldado nº 1.803 da 5ª Companhia de Fuzileiros do Segundo Batalhão, 4º Regimento de Infantaria, Regimento Raposo Tavares.

### A ação
Na madrugada de 26 de junho de 1968, após seis meses de iniciação no serviço militar, morreu em um atentado à bomba. Diógenes José Carvalho de Oliveira, Pedro Lobo de Oliveira e José Ronaldo Tavares de Lira e Silva, integrando um grupo de onze militantes da Vanguarda Popular Revolucionária (VPR), lançaram um carro-bomba, sem motorista, contra o Quartel General do II Exército, no bairro de Ibirapuera, em São Paulo. A guarda disparou contra o veículo, que bateu na parede externa do Quartel General. Mário foi em direção ao carro-bomba. A carga com vinte quilos de dinamite explodiu em seguida, atingindo uma área de raio de 300 metros. O corpo de Mário Kozel Filho foi despedaçado. Outros seis militares saíram feridos gravemente.
Os sobreviventes foram o coronel Eldes de Souza Guedes, os soldados João Fernandes de Sousa, Luiz Roberto Juliano, Edson Roberto Rufino, Henrique Chaicowski e Ricardo Charbeau. Kozel foi sepultado com honras militares, no Cemitério do Araçá. No atentado foram utilizados três automóveis Volkswagen Fusca e uma camionete. O carro-bomba  só não fez mais vítimas porque não conseguiu penetrar no Quartel-General, por ter batido em um poste.
Participaram indiretamente da ação os seguintes integrantes da VPR:  Waldir Carlos Sarapu, Wilson Egídio Fava, Onofre Pinto, Diógenes José Carvalho de Oliveira, José Araújo de Nóbrega, Oswaldo Antônio dos Santos, Dulce Maia, Renata Ferraz Guerra, José Ronaldo Tavares de Lira e Silva, Pedro Lobo de Oliveira e Eduardo Collen Leite, este integrante da REDE, outro grupo guerrilheiro.
Renata Ferraz Guerra, chamada pelos militares e pela imprensa de "a terrorista loura", integrante da VPR e participante da ação, disse, trinta anos depois, que o atentado teve um motivação quase infantil. Dias antes, o mesmo grupo havia assaltado um hospital militar para roubar armas e o então comandante do II Exército, general Manoel Rodrigues Carvalho de Lisboa, foi aos meios de comunicação dizer que o ato tinha sido covarde e sem heroísmo e que desafiava os guerrilheiros a fazerem isso nos quartéis dele. A resposta da VPR aceitando a provocação foi lançar um carro-bomba contra o próprio QG do II Exército. Renata diz que os integrantes do grupo depois se penitenciaram por isso, ao cair na provocação do general e que o "atentado não serviu para nada, a não ser matar o rapazinho".

## Homenagens
Em decreto de 15 de julho de 1968, Mário Kozel foi admitido no grau de cavaleiro, no quadro ordinário do Corpo de Graduados Efetivos da Ordem Pós-Morte da Ordem do Mérito Militar, pelo Presidente Costa e Silva, então seu grão-mestre. Em consequência, foi promovido à graduação de 3º sargento.
Em sua homenagem, a avenida que passa em frente ao Comando Militar do Sudeste, foi batizada com seu nome".
Em 2005, os deputados Elimar Máximo Damasceno e Jair Bolsonaro apresentaram um projeto de lei (PL-5508/2005) na Câmara dos Deputados, que inscreve o militar Mário Kozel Filho no Livro dos Heróis da Pátria. Jair Bolsonaro apresentou também um projeto de lei (PL-1446/2007) promovendo-o, ao posto de capitão, o que possibilitaria aumento da pensão recebida pelos pais de Mário Kozel. Até o momento o projeto ainda não teve aprovação, sendo a patente pelo qual ainda é reconhecido a de terceiro-sargento.
No 50° ano da morte de Mário Kozel, o Exército decidiu homenageá-lo, no dia 5 de julho de 2018, no Quartel General do Comando Militar do Sudeste, em São Paulo (SP). A cerimônia foi presidida pelo general Eduardo Villas Bôas, Comandante da Força.